# Głębokość krytyczna (górnictwo)
Głębokość krytyczna – w górnictwie oznacza głębokość, poniżej której następuje samoistne spękanie skał wskutek naprężeń ściskających, wywołanych ciężarem skał wyżej leżących. Do głębokości krytycznej nie następuje spękanie skał, więc teoretycznie nie musiałaby być stosowana obudowa w takich, płytszych wyrobiskach, ponieważ nie występują tam ciśnienia statyczne.
Według innych źródeł istnieje zbliżone pojęcie „głębokość krytyczna kopalni”, definiowane jako głębokość eksploatacji, której przekroczenie wymaga zastosowania specjalnych środków technicznych (np. chłodzenia powietrza w ch kopalni).

## Inne znaczenia
Określenie „głębokość krytyczna” jest stosowane również poza górnictwem, m.in. w inżynierii lądowej i geotechnice. Jest głębokością, po przekroczeniu której nie zmienia się tarcie (Sc) na pobocznicy pala. Dla piasku luźnego przyjmuje się wartość referencyjną Sc = 10d (d – średnica lub szerokość pala). Dla gruntów o większym zagęszczeniu wartości te wynoszą:
- piasek średniozgęszczony – Sc = 10d,
- piasek zagęszczony – Sc = 20d.